# The New York Times
 (транскр.  Њујорк тајмс) њујоршки је дневни лист. Председник компаније је до 2012. био Артур Оукс Салзбергер млађи. Сматра се највећим градским новинама у САД. Ужива надимак „Седа дама“ због свог старомодног изгледа и стила, а често га наводе као национални новински ауторитет, што значи да се често наводи као службена и ауторитативна референца за савремене догађаје. Основан је године 1851, а до сада је освојио 127 Пулицерових награда, више него иједан други лист. Times је рангиран као 18. у свету по циркулацији и 3. у САД Име му се често скраћује на Times, због чега га често мешају са лондонским Тајмсом.
Лист је у власништву компаније The New York Times, којом се јавно тргује и коју контролише фамилија Шулцбергер путем структуре деоница дуалне класе. Лист је био у поседу ове породице од 1896; А. Г. Шулцбергер, издавач листа, и његов отац, Артур Шулцбергер, председавајући компаније, су четврта и пета генерација ове фамилије која руководи овим листом.

## Историја
су 18. септембра 1851. основали новинар и политичар Хенри Џарвис Рејмонд и бивши банкар Џорџ Џоунс под називом Њујорк дејли тајмс. Данашње име је добио 1857. Новине су испочетка излазиле сваким даном осим недељом, али су за време Америчког грађанског рата, као и већина других водећих новина, добиле и недељно издање.
Times је временом постајао све утицајнији, што је постало посебно видљиво године 1870. и 1871. када је серија чланака разоткрила нечасне радње тада свемоћног градског политичара Боса Твида те тако прекинула доминацију Твид ринга над њујоршком градском политиком.
Током 1880-их је Times, тада изразито републикански усмерени лист, почео водити страначки неутралнију уређивачку политику; тако је 1884. подржао демократског кандидата Гровера Кливленда у председничкој утрци. Иако је Times због тога изгубио читаоце, успео је да то надокнади за неколико година.
Године 1896. The New York Times је купио Адолф Оукс, издавач Чатануга тајмса. Он је 1897. смислио гесло новина, „All the News That's Fit to Print“ („Све вести које су за штампу“), тада тумачен као изругивање конкукрентским њујоршким новинама као што су Њујорк ворлд и Њујорк џернал америкен - које су биле синоним за жуту штампу. Под Оуксовим вођством, The New York Times је стекао и углед, тираж и утицај који ће временом добити и међународне димензије.
О том утицају сведочи и пресељење седишта новина у 42. улицу 1904, када је оближњи трг добио име Тајмс сквер. Тамо се развила и знаменита традиција спуштања велике осветљене кугле из Times-ове зграде приликом дочека Нове године. Новине су се након девет година новине преселиле на адресу Западна 43. улица бр. 229, њену данашњу локацију.
Почетком 20. века Times је стекао углед и због склоности да се користи најсавременијом технологијом не би ли што брже доносио вести својим читаоцима. Тако је године 1904. на самом почетку руско-јапанског рата Times преко радија примио детаљан извештај о бици код Порт Артура. Године 1910. је организовано прве авио-пошиљке Times-а у Филаделфију. Times је године 1919. исто тако организовао прве трансатлантске пошиљке у Лондон. Године 1920. је штампано посебно „авионско издање у 4 сата ујутро“ које је авионом послато у Чикаго како би га могли читати учесници тадашње републиканске изборне конвенције.
The New York Times је 1940-их доживео значајне промене када је уведена енигматска секција, а касније и модна рубрика 1946. Исте је године добио и своје прво међународно издање (укинуто 1967. када се заједно с власницима Њујорк хералд трибјуна и Вашингтон поста почео издавати Интернашонал хералд трибјун у Паризу). Године 1946. је купљена и радио-станица (WQXR) специјализована за класичну музику.
Један од најважнијих тренутака у историји новина била је судска парница за клевету из 1964. године. О њој се расправљало на америчком Врховном суду који је својом знаменитом пресудом установио нове, далеко шире стандарде слободе штампе у САД. Седам година касније Times је објавио причу о тзв. Пентагоновим папирима, извештају који је тврдио да је Вијетнамски рат ишао горе по Американце него што је то америчка влада хтела јавно признати. И ти чланци су изазвали судски спор, односно пресуду Врховног суда који је стао на страну новине те тако још проширио новинске слободе у САД.
Склоност према новим медијима је задржана и у доба интернета, тако да је The New York Times већ 1995. поставио своју службену веб страницу.
Међутим, последње године су такође обележене и скандалима који су озбиљно нарушили репутацију листа. Најзлогласнији је био случај Џејсона Блера, младог новинара који је хваљен као велика репортерска звезда да би се 2003. године открило да се користио плагијатима и преварама.

## Политичка оријентација
The New York Times, као и већина водећих америчких листова, воли себе да описује као политички неутралан и максимално објективан извор информација. Међутим, The New York Times је, с обзиром на своју читаност, углед и утицај исто тако предмет жестоких контроверзи, односно оптужби које његову објективност доводе у питање.
Последњих година, поготово након што су класичним америчким медијима попут штампе и националних ТВ-мрежа супремацију почели угрожавати радијски ток шоуови, Интернет и блогови, у САД се управо The New York Times често спомиње као најочитији пример либералне, леве, односно продемократске оријентације америчког медијског естаблишмента. Тај став деле чак и они делови америчке јавности који не деле конзервативне ставове, па се Times са све мање ироније назива либералном Библијом.
Као примери се често наводе уводници који промичу либералне ставове у целом низу друштвених питања, као и чињеница да Times више од пола века није подржао републиканског кандидата на председничким изборима (иако му се знало догодити да то учини на локалним или државним изборима). Times је познат и по жестокој критици политике Џорџа В. Буша у рату против тероризма, а објављивање строго поверљивих детаља антитерористичких операција које, по мишљењу уредништва, угрожавају грађанска права, је листу донело критике да свесно или несвесно помаже терористима односно угрожава националну сигурност.
Много су озбиљније критике да је Times пристрасан, не само у изношењу ставова, него и чињеница. Тако се приликом откривања скандала редовно износи страначка припадност политичара уколико је реч о републиканцу, а то није обичај када је реч о демократу.
Године 2004. и сам Times се, кроз уводник свог тадашњег уредника Данијела Окрента позабавио наводном либералном пристрасношћу свог листа. Окрент је признао да је лист заиста либералан у неким питањима као што је истополни брак, али је тврдио да то није израз политичких ставова уредништва него космополитанског и либералног карактера града као што је Њујорк.